# Mina Sanremo
Mina Sanremo, pubblicato nel 1998, è una raccolta della cantante italiana Mina.
Nel 2012, questa raccolta è stata rimossa dalla discografia sul sito ufficiale minamazzini.com.

## Descrizione
Nonostante sia lontana dal Festival di Sanremo dal 1961, la cantante di Busto Arsizio ha spesso pescato tra le canzoni presentate durante le varie edizioni del più celebre dei concorsi canori.
Un caso fu quello de E se domani..., presentata con scarsa fortuna nel 1964 da Fausto Cigliano e Gene Pitney (fu eliminata la prima serata), divenne un classico quando venne incisa - su consiglio del suo coautore ed editore Carlo Alberto Rossi - per l'etichetta Ri-Fi.
Tutti i brani sono cover di canzoni presentate al Festival tranne Rose su rose, unico brano originale di Mina, utilizzato come sigla di Sanremo '84.

## Le canzoni inedite
In questo CD oltre alla già citata E se domani... - presentata in una reincisione in quanto la versione del 1964 non fa parte del catalogo PDU - sono presenti tre titoli pubblicati fino ad allora solo su singolo: Che vale per me - brano presentato al Festival di Sanremo nel 1968 dalla cantante statunitense Eartha Kitt e dal cantante napoletano Peppino Gagliardi ed eliminato la prima serata - fu pubblicato da Mina come retro di Canzone per te (canzone vincitrice di Sanremo, presentata da Sergio Endrigo e dal cantante brasiliano Roberto Carlos). Un'ora fa e Ma che freddo fa furono pubblicate da Mina su un unico singolo nel 1969. La prima canzone fu originariamente cantata da Fausto Leali e da Tony Del Monaco, mentre la seconda fu resa celebre da Nada e fu interpretata anche dai The Rokes.

## Tracce
1. La voce del silenzio - 3:22 - Tratta da Canzonissima '68 (1968).
2. E se domani - 2:17 - Tratta da Oggi ti amo di più (1988).
3. Il posto mio - 5:29 - Tratta da Canarino mannaro (1994).
4. Canzone per te - 3:39 - Tratta da I discorsi (1969).
5. Come mi vuoi - 5:40 - Tratta da Sorelle Lumière (1992).
6. Non c'è che lui - 3:39 - Tratta da Bugiardo più che mai...più incosciente che mai... (1969).
7. Almeno tu nell'universo - 3:59 - Tratta da Pappa di latte (1995).
8. Deborah - 2:58 - Tratta da Canzonissima '68 (1968).
9. Che vale per me - 2:21 - (inedito su album) (Carlo Alberto Rossi-Marisa Terzi)-(1968)
10. Un'ora fa - 2:26 - (inedito su album) (Luciano Beretta-GianFranco Intra-Ermanno Parazzini)-(1969)
11. Ma che freddo fa - 2:43 - (inedito su album) (Franco Migliacci-Claudio Mattone)-(1969)
12. Sarà per te - 5:04 - Tratta da Uiallalla (1989).
13. Ancora - 4:25 - Tratta da Sì, buana (1986).
14. When you let me go (Cosa resterà degli anni '80) - 4:50 - Tratta da Pappa di latte (1995).
15. Rose su rose - 3:58 - Tratta da Catene (1984).

## Versioni tracce
- Che vale per me:

versione spagnolo De qué servirá, vedi Mina latina